# Charles Sturt
Charles Sturt, född den 28 april 1795 i Bengalen, död den 16 juni 1869 i Cheltenham, var en engelsk forskningsresande.
Sturt  ingick i armén 1813 och deltog i fälttåget i Spanien samt var med i de allierades intåg i Paris 1815. Han blev 1825 kapten och kom 1827 till Sydney som sekreterare hos sir Ralph Darling, guvernör i Nya Sydwales. Under tre forskningsfärder till det inre av kontinenten (1828–29 och 1829–31 samt 1838) kartlade han stora delar av Australiens största flodsystem Murray med Darling, Goulburn, Murrumbidgee med flera, och 1844–46 företog han ytterligare en färd, varunder han framträngde till Coopers Creek och upptäckte Lake Blanche och Lake Gregory. Åren 1839–42 var han landkommissarie, 1842–49 chef för statistiska avdelningen med säte i verkställande och lagstiftande rådet och 1849–51 kolonialsekreterare. Hans syn hade emellertid av resornas ansträngningar nästan blivit förstörd, varför han 1853 återvände till England. Han skrev Two expeditions into the interior of South Australia during the years 1828–31 (1833) och Narrative of an expedition into Central Australia 1844–46 with a notice of South Australia in 1847 (1849).